# Rock ’n’ Roll Suicide
«Rock ’n’ Roll Suicide» — песня Дэвида Боуи, первоначально была выпущена в качестве финальной композиции в альбоме The Rise and Fall of Ziggy Stardust and the Spiders from Mars в июне 1972 года. Эта композиция подробно рассказывает об окончательном крахе Зигги Стардаста, как старой, ненужной рок-звезды. Боуи, зачастую, использовал её в качестве финальной песни во время турне в поддержку альбома Ziggy Stardust. В апреле 1974 года, лейбл RCA Records издал её в качестве сингла.

## Музыка и текст
Боуи видел песню с точки зрения французской традиции шансона, в то время как биограф Дэвид Бакли (англ. David Buckley) описал «Rock 'n' Roll Suicide» и заглавную композицию альбома — «Five Years», как «произведения, больше похожие на авангард, чем на современные рок-песни». Критик Стивен Томас Эрльюин так же отметил, что в песне есть «великий смысл постановочной драмы, ранее неслыханный в рок-н-ролле» (англ. «a grand sense of staged drama previously unheard of in rock & roll»).
Хотя Боуи называл Бодлера, в качестве своего отправного источника, лирика песни — «Время берет сигарету …» чем-то напоминают стихотворение «Chants Andalous» Мануэля Мачадо: «Жизнь — сигарета / Зола, пепел и огонь / Некоторые курят в спешке / Другие наслаждаются ею». Наставление «О нет, любовь, ты не одинок» (англ. «Oh no, love, you're not alone») — это ссылка на песню Жака Бреля «You’re Not Alone» («Jef»), которая прозвучала в музыкальном ревю Бреля — Jacques Brel is Alive and Well and Living in Paris. Боуи исполнял песню Бреля «My Death» на некоторых концертах турне Ziggy Stardust, и спел его композицию «Amsterdam» на радиостанции Би-би-си (была издана в сборнике Bowie at the Beeb).

## Выпуск и влияние
«Rock 'n' Roll Suicide» была одной из последних песен, записанных для пластинки Ziggy Stardust, наряду с «Suffragette City», которая была её непосредственной предшественницей в списке композиций альбома, и «Starman», которая вскоре была выпущена в качестве сингла. Как финальная песня в альбоме, и кульминационная композиция концертов турне Ziggy Stardust на протяжении 1972-73 годов, она вскоре стала лозунгом, появляясь на куртках многих фанатов.
В апреле 1974 года лейбл RCA Records, жаждущий нового материала и уже наспех выпустивший сингл «Rebel Rebel», записанный во время сеcсий для альбома Diamond Dogs, произвольно выбрал песню для сингла. Песня, изданная два года назад, и уже находившеяся в распоряжении большинства поклонников Боуи, посредством пластинки Ziggy Stardust, её издание многие расценили как — «Стремление нажиться на популярности певца» (англ. dosh-catching exercise). Сингл добрался до 22 позиции в британских чартах, тем самым став первым синглом Боуи не попавшим в Top 20, со времен «Changes», выпущенном в январе 1972 года.

## Список композиций
1. «Rock 'n' Roll Suicide» (Дэвид Боуи) — 2:57
2. «Quicksand» (Дэвид Боуи) — 5:03

## Участники записи
Музыканты
- Дэвид Боуи: вокал, гитара
- Мик Ронсон: гитара
- Тревор Болдер: бас
- Мик Вудмэнси: ударные

Продюсеры
- Кен Скотт
- Дэвид Боуи

## Концертные версии
- Боуи исполнил песню на шоу радио Би-би-си «Sounds of the 70s with Bob Harris» 23 мая 1972 года. Передача вышла в эфире 19 июня 1972 года, а в 2000 году запись была издана в альбоме Bowie at the Beeb.
- Концертная версия, записанная в Санта-Монике на стадионе Civic Auditorium 20 октября 1972 года, была выпущена в альбоме Live Santa Monica ’72.
- Версия песни, исполненная на финальном шоу турне Ziggy Stardust Tour, которое проходило на лондонской площадке Hammersmith Odeon, 3 июля 1973 года была издана на пластинке Ziggy Stardust: The Motion Picture. Перед началом песни, Боуи объявил: «Все… это был один из самых больших туров в нашей жизни, я хотел бы поблагодарить группу, я хотел бы поблагодарить нашу гастрольную команду. Я хотел бы поблагодарить наших мастеров по свету… Из всех концертов этого турне это особенное шоу, оно останется с нами дольше всех, потому что это не только… не только последний концерт тура, но это последний концерт, который мы когда-либо делали. Спасибо Вам». Эта версия песни также появилась на бокс-сете «Sound and Vision».
- Версия записанная во время гастролей 1974 года, была выпущена в альбоме David Live. Ещё одна концертная версия песни, записанная в 1974 году была выпущена на полулегальной пластинке A Portrait in Flesh.

## Другие издания
- Песня «Rock ’n’ Roll Suicide» появилась на следующих сборниках:
  - The Best of David Bowie (Япония, 1974)
  - Best of Bowie (1980)
  - The Singles Collection (1993)
  - The Best of David Bowie 1969/1974 (1997)
  - The Platinum Collection (2005)
- Также песня была включена в серию изданий Life Time, на дисках формата PD.

## Упоминания в популярной культуре
- В июле 1998 года, художники Ян Форсайт и Джейн Поллард представили воссоздание прощального концерта Зигги Стардаста, названное «Rock ’n’ Roll Suicide», в лондонском Институте современного искусства.
- В скейтбордистком видео «Sorry» созданном компанией Flip Skateboards песня звучит во время выступления финского скейтера Арто Саари[англ.].
- Песня звучит во время финальных титров фильма То что мы делаем - тайна, картина рассказывает о жизни и смерти Дарби Крэша, вокалиста группы The Germs который покончил жизнь самоубийством.